# イブン・アブドラッビヒ
イブン・アブドラッビヒ (アラビア語: ابن عبد ربه, ラテン文字転写: Ibn ʿAbd Rabbih; 860年生 - 940年歿) は、9-10世紀のイスラーム期イベリア半島の詩人、文人。著作の『類い稀なる首飾り』al-ʿIqd al-Farīd という百科全書的文芸作品で有名である。

## 生涯
ヒジュラ暦246年ラマダーン月10日（ユリウス暦860年11月29日前後）に、アンダルスのコルドバで生まれ、ヒジュラ暦328年第1ジュマーダー月18日（ユリウス暦940年3月3日前後）同地で歿した。
「イブン・アブドラッビヒ」（奴隷の子孫）という名は通り名で、クンヤはアブー・ウマルで、イスムはアフマド、父親の名前はムハンマドという。「アブドラッビヒ」であったのは父系祖父であり、祖父は後ウマイヤ朝のアミール、ヒシャーム1世（在位 788-796年）により解放された解放奴隷であったようである。より詳しい名前は、Abū ʿUmar Aḥmad b. Muḥammad b. Ibn ʿAbd Rabbih b. Ḥabīb b. Ḥudayr b. Sālim という。イブン・アブドラッビヒの所属する一族は、ムスリムによる征服以前からイベリア半島に土着していた一族である。一族はヒシャーム1世の時代からウマイヤ家の庇護民（マワーリー）となっていた。
イブン・アブドラッビヒはアミール・ムハンマド（在位 852-886年）の時代に頌詩詩人として後ウマイヤ朝の宮廷に入り、ムンズィル（在位 886-888年）、アブドゥッラー（在位 888-912年）の時代も宮廷で過ごしたが、カーティブとして行政庁の公職を得たことがあるか否かは不明である。ヒジュラ暦3世紀終わりごろ（ユリウス暦912年前後）の後ウマイヤ朝の内乱期には宮廷を離れるが、短期間で復帰する。復帰時期は年若いアブドゥッラフマーン3世（在位 912–961年）が権勢を高めていく時期に一致している。イブン・アブドラッビヒは以後数十年間、アブドゥッラフマーン3世宮廷の宮廷詩人として活動し、彼と彼の一族を称揚するおびただしい量の頌詩を残した。最晩年は麻痺により半身を動かせなくなっていた。

## 著作
彼が学んだマーリク法学派の学者たち（Baqī b. Makhlad (816–889), Muḥammad b. Waḍḍāḥ (815–899), Muḥammad b. ʻAbd al-Salām al-Khushanī (833–899)）は、いずれも東方へ遊学し、東方の詩、知見（アフバール）、教養（アダブ）をアンダルスに持ち帰ったと言われている者たちである。イブン・アブドラッビヒ自身は一度もイベリア半島を出たことがない。
後ウマイヤ朝の宮廷付きの詩人としての地位を得ていたイブン・アブドラッビヒは、王族の者たちと仲が良く、彼らに捧げた頌詩も多い。すべての詩作品が現代にまで残っているわけではないが、Yatima al-Dahrや Nafh al-Tipに抜粋された形で作品が伝わっている。
詩作品より有名なのが『類い稀なる首飾り』al-ʿIqd al-Farīd という表題の25章からなる随筆集である。第13章が「首飾りの宝玉」と題され、前後の各12章がそれにつながる首飾りの残りの宝石という趣向の書物である。イブン・クタイバの`Uyun al-akhbar に似た、いわゆる「アダブの書」と呼ばれるタイプの書物である。内容面ではジャーヒズの著作から題材を多く借用している。イブン・アブドラッビヒ自身はイベリア半島から一歩も外へ出ていないにもかかわらず、彼の著作のほとんどの題材は東方イスラーム世界（マシュリク）から引っ張ってきたものである。また、自身の著作の引用を除けば、アンダルス出身の文人の著作の引用は一切ない。

## 典拠
1. 1 2 3  Hámori, András P., “Ibn ʿAbd Rabbih”, in: Encyclopaedia of Islam, THREE, Edited by: Kate Fleet, Gudrun Krämer, Denis Matringe, John Nawas, Devin J. Stewart. Consulted online on 19 July 2024 <http://dx.doi.org/10.1163/1573-3912_ei3_COM_30627>, First published online: 2017, First print edition: 9789004335714, 2017, 2017-2
2. 1 2 3 4 5 6 7 8  Toral, Isabel (2021). “The ʿIqd al-farīd by Ibn ʿAbd Rabbih: The Birth of a Classic Approaches to the Study of Pre-Modern Arabic Anthologies”. Refubium. doi:10.17169/refubium-32978. ISBN 978-90-04-45909-0.
3. 1 2 3 4  Ibn Khallikān, Abū l-ʿAbbās Aḥmad b. Muḥammad, Wafayāt al-aʿyān, trans. by William de Slane, Paris, 1843. （ドスラヌによる脚注も参照）
4. 1 2 3 4   この記述にはアメリカ合衆国内で著作権が消滅した次の百科事典本文を含む: Chisholm, Hugh, ed. (1911). “Ibn 'Abd Rabbihi”. Encyclopædia Britannica (英語) (11th ed.). Cambridge University Press.
5. ↑  Casiri, Bibliotheca Arabica, No. 1671, Asiatic Soceiety of Paris.